# ساحة السبع بحرات (حلب)
ساحة السبع بحرات (الإنجليزية: ساحة السبع بحرات (حلب))هي إحدى ساحات مدينة حلب في سوريا.

تقع الساحة عند تقاطع شارع «عبد المنعم رياض» بشارع «المتنبي» داخل المدينة القديمة في حلب، تعتبر الساحة عقدة مواصلات هامة بين المدينة القديمة والحديثة في حلب.

يوجد العديد من المباني الرسمية الهامة في محيط الساحة، بما في ذلك غرفة صناعة حلب وفندق «كورال جوليا دمنا» بالإضافة للمدخل الرئيسي «للسويقة»، التي تعتبر إحدى أكبر الأسواق المسقوفة في المدينة القديمة في حلب.

توجد فروع البنوك المحلية في حلب على طول شارع «المتنبي» وصولاً إلى ساحة السبع بحرات، كذلك يعتبر شارع «عبد المنعم رياض» موطناً للمكاتب الرئيسية للعديد من الأحزاب السياسية السورية، بالإضافة لقصر «دار رجب باشا» الذي يعود للقرن السادس عشر.

تشكل الساحة الطريق الرئيسي باتجاه الجامع الأموي في المدينة.

## المعرض

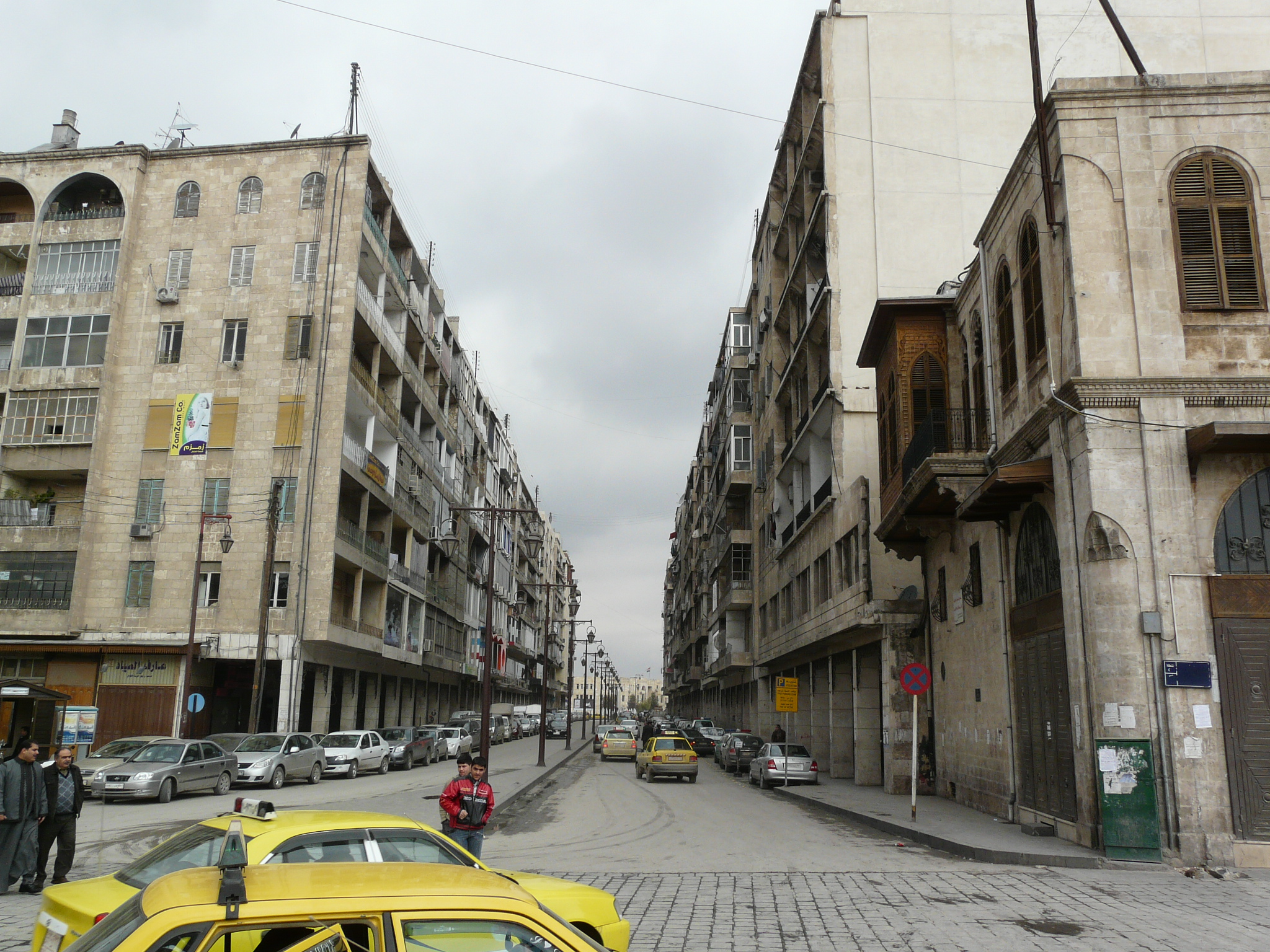
شارع عبد المنعم رياض
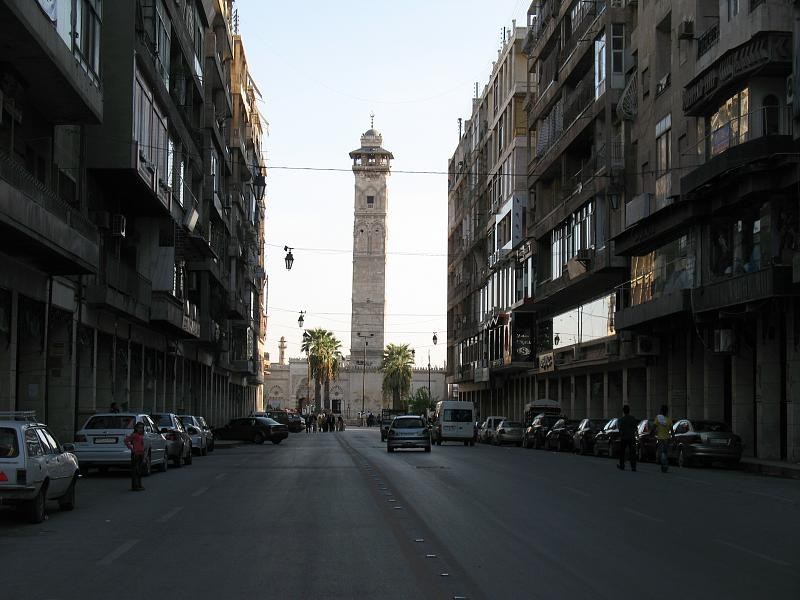
الجامع الأموي في حلب كما يبدو من ساحة السبع بحرات عبر شارع "عبد المنعم رياض"